# Cyathochromis obliquidens
Cyathochromis obliquidens es una especie de peces de la familia Cichlidae en el orden Perciformes. Es la única especie del género.

## Morfología
Los machos pueden llegar alcanzar los 15 cm de longitud total.

## Hábitat
Vive en zonas de clima tropical.

## Distribución geográfica
Se encuentran en África: es una especie  endémica del lago Malawi.